# Neve
Neve (estniska: Nõva) är en by i nordvästra Estland. Den ligger i Lääne-Nigula kommun i landskapet Läänemaa, 70 km väster om huvudstaden Tallinn. Neve var fram till kommunreformen 2017 centralort i det dåvarande Neve kommun. Neve ligger 16 meter över havet och antalet invånare är 149.
Terrängen runt Neve är mycket platt. Havet (Keipviken) är nära Neve åt nordväst.  Runt Neve är det mycket glesbefolkat, med 3 invånare per kvadratkilometer. Närmaste större samhälle är Harju-Risti, 19 km öster om Neve. I omgivningarna runt Neve växer i huvudsak blandskog.
Neve finns omnämnt för första gången 1402 som Neyve. Svenska politikern Ilmar Reepalu föddes i Neve 1943.
Årsmedeltemperaturen i trakten är 3 °C. Den varmaste månaden är juli, då medeltemperaturen är 17 °C, och den kallaste är januari, med −12 °C.